# Louay Almokdad

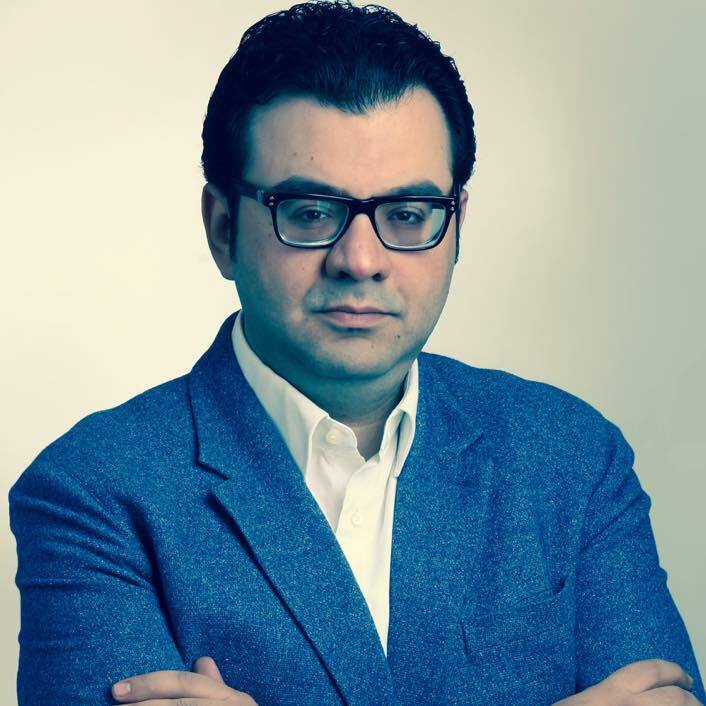
Louay Almokdad (2016)

Louay Almokdad, arabisch لؤي المقداد Luaiy al-Miqdad, DMG Luʾayy al-Miqdād (* 20. Dezember 1982 in Damaskus), ist ein syrisch-britischer Unternehmer und Politiker.

## Bildung
Almokdad ging in Damaskus bis zur weiterführenden Schule. Später studierte er an der amerikanischen Universität von Kyrenia auf Zypern, mit dem Hauptstudiengang Politikwissenschaft.

## Teilnahme an der syrischen Revolution
Almokdad ist ein säkulares Oppositionsmitglied. Er diente von 2012 bis 2015 als Sprecher für den Obersten Militärrat der Freien Syrischen Armee und als deren Medien- und politischer Koordinator. Bis zu seinem Rücktritt im Jahr 2015 war er Mitglied der Nationalkoalition syrischer Revolutions- und Oppositionskräfte.
Almokdad ist bekannt für seine Opposition sowohl gegen das syrische Regime, als auch gegen die extremistischen islamischen Gruppen wie den Islamischer Staat und die al-Nusra-Front. Dies macht er in mehreren seiner Interviews sowohl in den arabischen, als auch den internationalen Medien geltend. Am 12. Dezember 2012 erließ das syrische Regime Haftbefehle gegen Almokdad, den libanesischen Ministerpräsidenten Saad Hariri und Okab Sakr. Ihnen wurde finanzielle Unterstützung der syrischen Oppositionsgruppen vorgeworfen.
Interpol lehnte die syrischen Haftbefehle ab. Laut einem Memo von Interpol an die lokalen Büros in den arabischen Ländern und der Welt, beschloss die Organisation, die Haftbefehle nicht in ihre Datenbank aufzunehmen, da es der Organisation laut ihren Regeln „[...]streng verboten [ist], jegliche Intervention oder Aktivität auf der Grundlage politischer Probleme durchzuführen“. Almokdad gründete mehrere Institutionen für politische und Medienangelegenheiten im Nahen Osten, darunter „Masarat“, die für humanitäre Angelegenheiten in Syrien zuständig ist und sich insbesondere gegen die extremistischen Ideen unter einigen der Konfliktparteien in Syrien richtet.